# Si Mohamed Ketbi
Si Mohamed Ketbi, né le 27 décembre 1997 à Schaerbeek en Belgique, est un pratiquant de taekwondo international belge, vice-champion du monde en -58 kg. Il est le premier à avoir décroché le titre de vice-champion du monde de taekwondo pour la Belgique.
Ketbi évolue dans l'équipe haut-niveau de l'Association Belge Francophone de Taekwondo (fédération francophone de taekwondo en Belgique). Il est en 2015 classé 4e au classement mondial de la World Taekwondo Federation.

## Carrière sportive

### Carrière junior
Fils de El Houssain Ketbi, ceinture noire et ancien champion de Belgique, Si Mohamed Ketbi commence à pratiquer le taekwondo à l'âge de 9 ans dans le club Fung Sing Taekwondo, à Bruxelles.
En novembre 2011, à l'âge de 13 ans, Ketbi est sacré champion de Belgique pour la première fois de sa carrière en catégorie Junior. Il combattra ensuite constamment en -55 kg, catégorie de poids qu'il suivra durant toute sa carrière de junior (excepté lors de l'Indoor de Bruxelles en 2013 et du Championnat de Belgique en 2014 où il combattra en -59 kg).
Durant les mois qui ont suivi, il remporte plusieurs médailles d'or sur des compétitions internationales (classées G2 par la World Taekwondo Federation) comme le Dutch Master Open (juin 2006), le championnat de Belgique (janvier 2013), l'open de Luxembourg (février 2013), l'Open de Belgique (avril 2013), l'Open d'Espagne (mai 2013), l'Open d'Autriche (juin 2013), le championnat de Belgique 2014 (février 2014).
Lors du Championnat d'Europe 2013, il remporte la médaille de bronze en catégorie junior. Il est alors détecté par l'Association Belge Francophone de Taekwondo et est sélectionné pour intégrer l'équipe nationale belge. Il s'entraîna ensuite au centre d'entraînement haut-niveau de sa fédération, sous la coupole de Léonardo Gambluch, entraîneur senior et responsable de la préparation aux Jeux olympiques.
Sa participation au Tournoi de qualification des jeux olympiques (5e place) ainsi que ses précédents résultats lui permettent de se qualifier pour les Jeux olympiques de la jeunesse d'été de 2014 qui se sont déroulés à Nanjing, du 16 au 28 août 2014. Il y remportera la médaille de bronze au terme de deux combats. Il sera l'un des six médaillés belges de cette édition des Jeux olympiques de la jeunesse.
Le 20 novembre 2015, il gagne la médaille d'or à l'Euro U21 de taekwondo à Bucarest en Roumanie,.

### Carrière senior
Sa carrière de combattant senior a véritablement commencé lors de l'Open de Belgique 2014 lorsqu'il décrocha pour sa première participation en senior, la médaille d'or au terme de 3 combats,.
Il s'ensuit plusieurs podiums sur des championnats internationaux (classés G1 - G2 par la World Taekwondo Federation) dans sa catégorie de poids de prédilection des -58 kg.
Le 13 mai 2015, il décroche le titre de vice-champion du monde de Taekwondo lors du championnat du monde de Taekwondo en Russie. Il s'agit du premier titre de cet envergure pour le taekwondo belge,,.
Le 16 juin 2015, il empoche la médaille de bronze aux premiers Jeux Européens de Bakou. Il s'agira de la première médaille de la délégation sportive belge lors de Jeux Européens,.
Il remporte aux Championnats d'Europe de 2019 à Bari la médaille de bronze dans la catégorie des moins de 68 kg.

## Palmarès

### Championnats du monde
- Médaille d'argent dans la catégorie des moins de 58 kg en 2015 à Tcheliabinsk

### Championnats d'Europe
- Médaille de bronze dans la catégorie des moins de 68 kg en 2019 à Bari

### Jeux européens
- Médaille de bronze dans la catégorie des moins de 58 kg en 2015 à Bakou

### Universiade
- Médaille d'argent dans la catégorie des moins de 68 kg en 2019 à Naples

### Jeux olympiques de la jeunesse
- Médaille de bronze dans la catégorie des moins de 55 kg en 2014 à Nankin

### Championnats d'Europe des moins de 21 ans
- Médaille d'or dans la catégorie des moins de 63 kg en 2015 à Bucarest
- Médaille de bronze dans la catégorie des moins de 58 kg en 2014 à Innsbruck

### Championnats d'Europe juniors
- Médaille de bronze dans la catégorie des moins de 55 kg en 2013 à Porto

### Autres compétitions

#### 2014
- Open d'Allemagne 2014: Médaille d'argent
- Open de Tunisie 2014: Médaille d'argent
- Open de Suisse 2014: Médaille d'or
- Open de Corée 2014: Médaille de bronze
- Open d'Ukraine 2014: Médaille d'or
- Open de Croatie 2014: Médaille d'argent

#### 2015
- Open de Grèce 2015: Médaille de bronze
- Open de Bosnie 2015: Médaille d'or
- Open de Fujairah 2015: Médaille d'argent
- Open de Luxor 2015: Médaille d'argent
- Championnat d'Europe des clubs: Médaille d'or
- Open de Luxor 2015: Médaille d'argent
- Open de Suisse 2015: Médaille d'or
- Open des Pays-Bas 2015: Médaille d'argent
- Open d'Espagne 2015: Médaille d'argent
- Open de Moldavie 2015: Médaille de Bronze

### Compétitions très haut-niveau (classées G3-G4-G12 par la World Taekwondo Fédération)
- Grand Prix Serie 3 Manchester 2014: 5e place